# Annette Messager

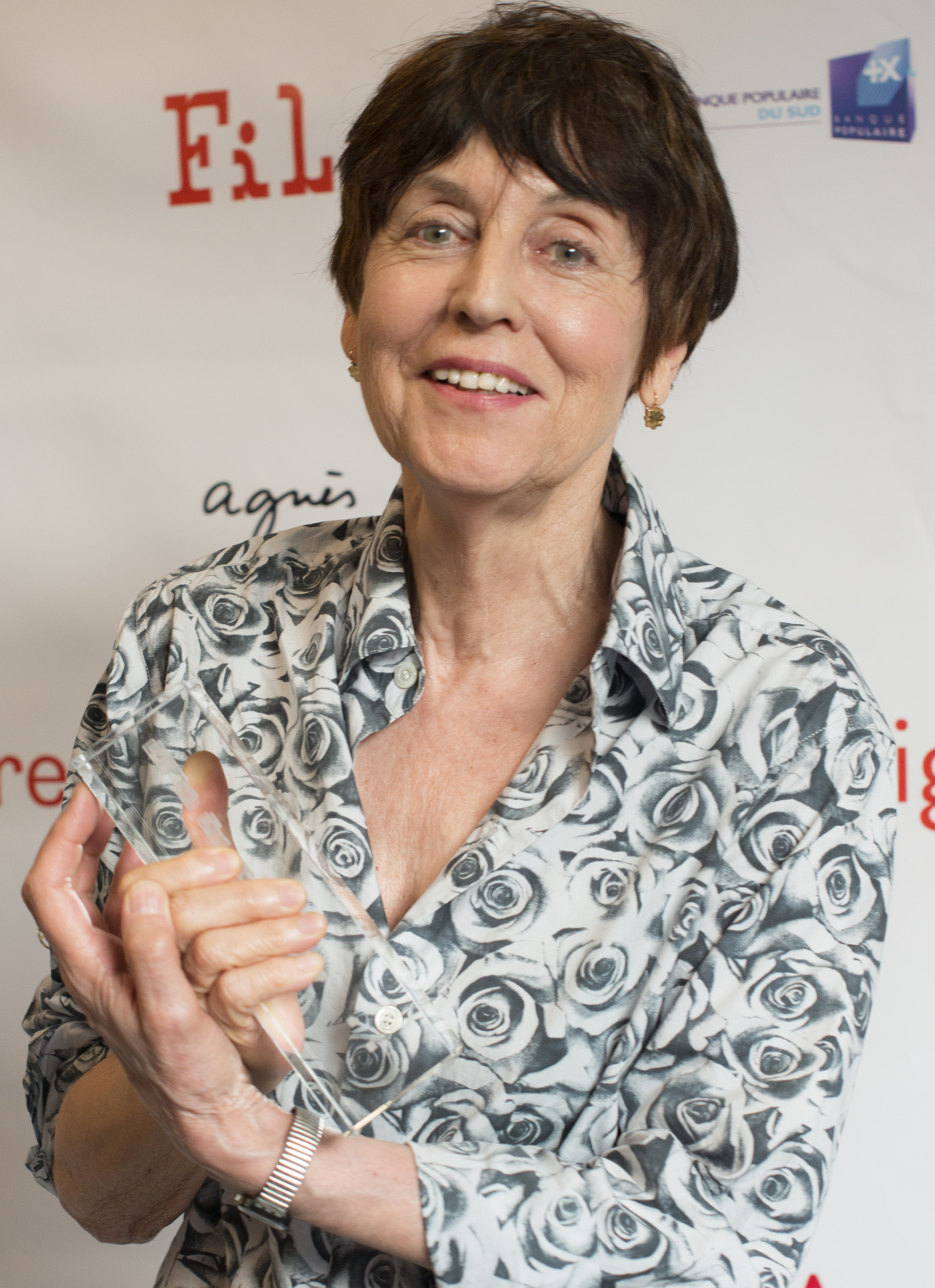
Annette Messager, 2017

Annette Messager (* 30. November 1943 in Berck, Département Pas-de-Calais) ist eine französische Malerin, Fotografin und Installationskünstlerin.

## Leben und Werk
Messager wurde 1943 in Berck, einem Kurort im Norden Frankreichs, geboren. Eine kurze Zeit studierte sie an der École nationale supérieure des arts décoratifs de Paris. Verheiratet war sie bis zu dessen Tod mit Christian Boltanski und lebt in Paris und Malakoff, Frankreich.
Stofftiere, Stofffetzen, Tierpräparate, Wollfäden, Fischernetze, Fotografien und eine Anzahl anderer Materialien verarbeitet Messager zu Assemblagen. Traditionell weibliche Handarbeit wie Stricken wird bei ihr zu einem künstlerischen Medium.

„Seit einigen Jahren gibt es mehrere Annette Messagers: Annette Messager, die Sammlerin, Annette Messager, die praktische Frau, Annette Messager, die Trickserin, Annette Messager, die Künstlerin. Da ich keine Titel hatte, habe ich mir selbst welche gegeben und bin eine, wichtige, gut definierte Persönlichkeit geworden.“

Sie erstellte Artwork mit dem Titel Mes voeux (avec nos cheveux) zu dem Lied Playing for Time des 2023 in Einzeltiteln erschienenen Albums i/o von Peter Gabriel.

## Einzelausstellungen (Auswahl)
- 2007: Centre Georges Pompidou, Paris[3]
- 2008: „The Messengers“, Mori Art Museum, Tokio
- 2010: Galeria Zachęta, Warschau
- 2011: Antiguo Colegio de San Ildefonso, Mexiko-Stadt
- 2012: Marian Goodman Gallery, New York[4]

## Gruppenausstellungen (Auswahl)
- 1977: Documenta 6, Kassel

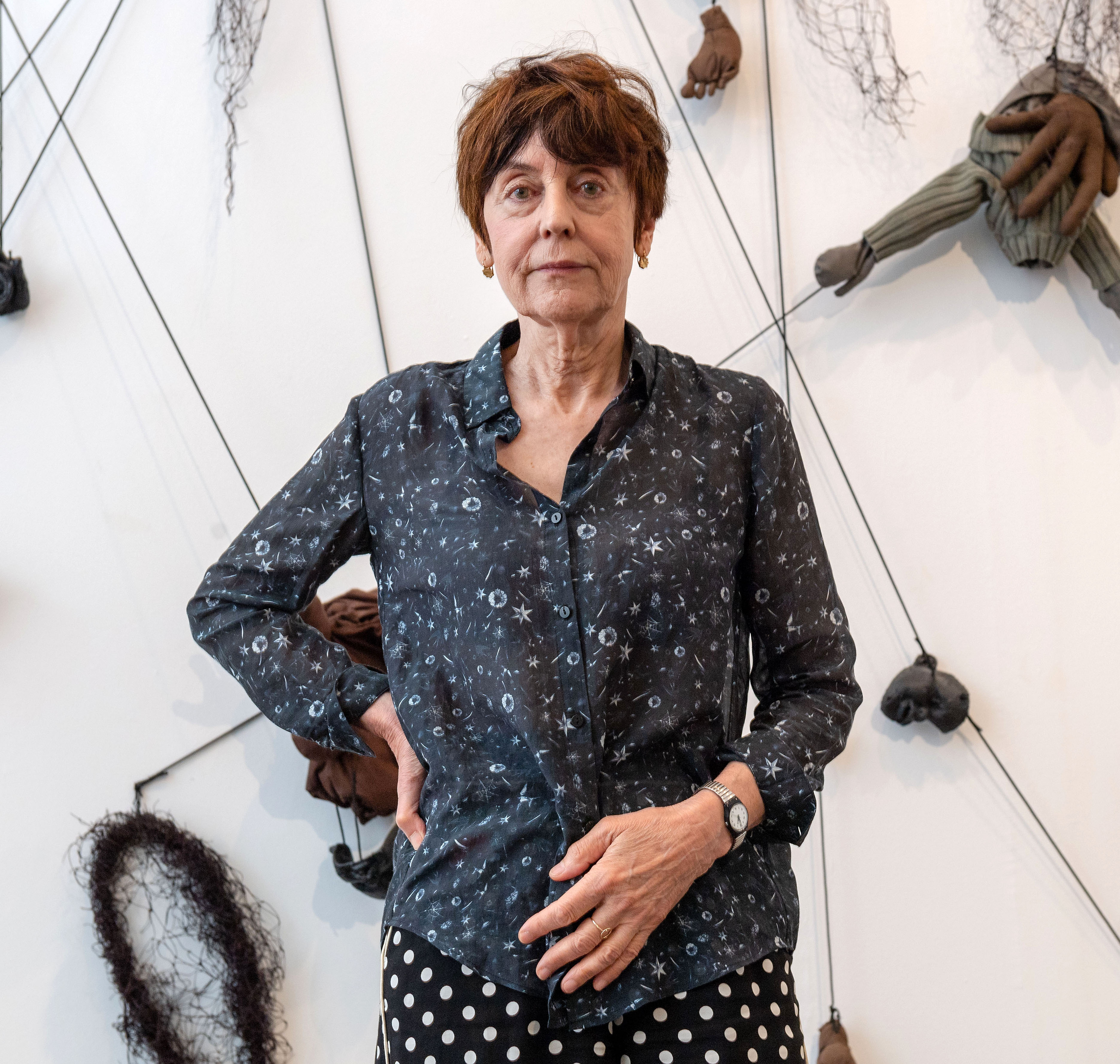
Annette Messager, Institut Valencià d’Art Modern, 2018.

- 1979: Fotografie als Kunst. Institute of Contemporary Arts, London
- 1980: 39. Biennale di Venezia, Venedig
- 1982: „Today's Art and Erotism“ Bonner Kunstverein, Bonn
- 2000: „Ich ist etwas anderes“ Kunstsammlung Nordrhein-Westfalen[5]
- 2002: Documenta11 in Kassel[6]
- 2003: 50. Biennale di Venezia, Venedig
- 2005: 51. Biennale di Venezia, Venedig

## Auszeichnungen
- 1964: Kodak Preis für Fotografie
- 2005: Goldener Löwe der Biennale von Venedig[7]
- 2016: Praemium Imperiale